# Осеола (округ, Мічиган)
Шаблон:StateAbbr_ 43°59′ пн. ш. 85°20′ зх. д. / 43.98° пн. ш. 85.33° зх. д.
Округ Осеола (англ. Osceola County) — округ (графство) у штаті Мічиган, США. Ідентифікатор округу 26133.

## Історія
Округ утворений 1840 року.

## Демографія
За даними перепису
2000 року
загальне населення округу становило 23197 осіб, зокрема міського населення було 2575, а сільського — 20622.
Серед мешканців округу чоловіків було 11461, а жінок — 11736. В окрузі було 8861 домогосподарство, 6413 родин, які мешкали в 12853 будинках.
Середній розмір родини становив 3,01.
Віковий розподіл населення поданий у таблиці:
| Стать    | До 15 років | 15-21 | 22-29 | 30-39 | 40-49 | 50-65 | 65-85 | Понад 85 |
| -------- | ----------- | ----- | ----- | ----- | ----- | ----- | ----- | -------- |
| Чоловіки | 2590        | 1238  | 964   | 1537  | 1693  | 1941  | 1393  | 105      |
| Жінки    | 2492        | 1140  | 970   | 1558  | 1743  | 2047  | 1571  | 215      |

## Суміжні округи
- Міссокі — північний схід
- Клер — схід
- Мекоста — південь
- Лейк — захід
- Вексфорд — північний захід

## Виноски
1. ↑  U.S. Decennial Census. United States Census Bureau. Процитовано 27 вересня 2014.
2. ↑  Historical Census Browser. University of Virginia Library. Архів оригіналу за 30 травня 2019. Процитовано 27 вересня 2014.
3. ↑  Population of Counties by Decennial Census: 1900 to 1990. United States Census Bureau. Процитовано 27 вересня 2014.
4. ↑  Census 2000 PHC-T-4. Ranking Tables for Counties: 1990 and 2000 (PDF). United States Census Bureau. Процитовано 27 вересня 2014.
5. ↑  State & County QuickFacts. United States Census Bureau. Архів оригіналу за 6 червня 2011. Процитовано 29 серпня 2013.(англ.) Наведено за англійською вікіпедією.
6. ↑  American FactFinder. Бюро перепису населення США. Архів оригіналу за 26 лютого 2012. Процитовано 31 січня 2008.

| США | Це незавершена стаття з географії США. Ви можете допомогти проєкту, виправивши або дописавши її. |